# 操作された都市
『操作された都市』（そうさされたとし、朝: 조작된 도시、英: Fabricated City）は、2017年公開の韓国映画。殺人犯の濡れ衣を着せられたゲーマーの主人公が、オンラインゲームの仲間たちと共に事件の真相を明らかにするため奮闘するSFサスペンスアクション。監督は映画『トンマッコルへようこそ』などを手掛けたパク・クァンヒョン。
レンタル版Blu-ray&DVD邦題は『マッド・シティ 操作された都市』。

## ストーリー
現実社会ではしがない無職だが、オンラインゲームの中では完璧なリーダーを務める「隊長」ことクォン・ユ（チ・チャンウク）は、常連のネットカフェで携帯電話を拾う。電話機を持って来れば礼をするという見知らぬ女からの電話を受け、指定された部屋を訪ねるクォン。しかし、わけも分からないまま彼女を殺害した犯人として警察に追われるようになる。
わずか3分16秒の間に殺人犯に仕立て上げられたクォンは、未成年を惨殺した凶悪殺人犯として全国に報道され、実刑が確定。刑務所内ではマ・ドクス（キム・サンホ）を頂点とした受刑者のヒエラルキーが出来上がっており、新入りのクォンは想像を絶するほどの惨い扱いを受ける。そんな中、時折面会に訪れていたクォンの母が自殺したという知らせが届く。絶望したクォンは、身の潔白を証明するため刑務所から脱走することを決意する。
クォンのオンラインゲーム仲間で引きこもりの天才ハッカーであるユン・ヨウル（シム・ウンギョン）は、刑務所から抜け出したクォンを自宅に匿う。ヨウルの呼びかけにより、同じくゲーム仲間のプレイヤーネーム「デモリション（爆弾少佐）」（アン・ジェホン）、「龍の使い」（キム・ミンギョ）、「余白の美」（キム・ギチョン）も集結。ヨウルの調べによると、犯行現場に決定的な証拠が置かれ、24時間以内に容疑者が逮捕、氏名が公表されるというクォンと同様のケースの事件が都市全体で多発しているという。「隊長」であるクォンを助けるため、一同はそれぞれのスキルをフル活用して反撃を開始する。

## キャスト
クォン・ユ
演 - チ・チャンウク（日本語吹き替え：堀江一眞）
テコンドーの元韓国代表。実社会では無職だが、オンラインゲーム上では卓越した才能を発揮してリーダーを務めている。ゲーム時のプレイヤーネームは「隊長」。
ユン・ヨウル
演 - シム・ウンギョン（川澄綾子）
クォン・ユのオンラインゲーム仲間。引きこもりの天才ハッカー。対人恐怖症のため、実生活での会話は主に携帯電話を通して行っている。プレイヤーネームは「ひげ面」。「兄貴」とも呼ばれている。
デモリション（爆弾少佐）
演 - アン・ジェホン（石狩勇気）
クォン・ユのオンラインゲーム仲間。自称・映画のSFX制作者。
ミン・チョンサン
演 - オ・ジョンセ（峰晃弘）
弁護士。ミン弁護士事務所の代表。顔の左半分に傷がある。
マ・ドクス
演 - キム・サンホ（渡邉隼人）
囚人。クォン・ユの収監先の刑務所内でヒエラルキーのトップに君臨している。
龍の使い
演 - キム・ミンギョ（西谷修一）
クォン・ユのオンラインゲーム仲間。龍山区の電気街で働く技術者だったが、街が廃れてからは半無職の日々を送っている。
余白の美
演 - キム・ギチョン（櫻庭裕士）
クォン・ユのオンラインゲーム仲間。自称・地方大学の建築科教授。
事務長
演 - イ・ハニ
ミン弁護士事務所の事務室に所属している。
クォン・ユの母
演 - キム・ホジョン
隠蔽
演 - キム・スルギ
クォン・ユのオンランゲーム仲間。アダルトネット放送界のスター。
掩蔽
演 - シム・ウォンチョル
クォン・ユのオンラインゲーム仲間。アダルトネット放送界のスタッフ。
チュ・サンドク
演 - クォン・テウォン
大企業の会長。
チュ・イェリ
演 - ペ・ミンジョン
チュ・サンドクの娘。
警察特攻隊隊長
演 - カン・ヒョンジュン（友情出演）
ノ・ジュニョン
演 -特別出演）
チュ・イェリと交際していた俳優。

## 受賞

### 2017年度
- 韓国映画を輝かせたスター賞：人気賞（アン・ジェホン）